# Графіка української мови
«Графіка української мови» — проєкт з відновлення зображення літер української мови, на основі існуючих історичних прикладів української писемності та друкарства.
Мета проекту — створення зримого образу української мови — кириличної абетки на основі історично існуючої «рутенської абетки», надавши їй форм сучасної європейської пластики. Автор — каліграф, заслужений діяч мистецтв України, член Національної спілки художників, лауреат Шевченківської премії (2019), професор Василь Якович Чебаник.
Проєкт започатковано у 2001р з розробки нових графем (наприклад, шрифт Ustav Millennium © 2000) для української абетки — як практична частина дослідження, розпочатого Василем Чебаником ще у 1971) після спілкування з Альбертом Капром, ректором Вищої школи графіки та книжкового мистецтва у Лейпцигу.
На осінь 2021 р. створено 45 шрифтів для української абетки.
Для проєкту також використовуються назви «Графіка української мови», «шрифт Рутенія», «абетка Рутенія», «Графіка українського правопису.», «Проект абетки української мови», «абетка Василя Чебаника»

## Опис проєкту
Над створенням нового зорового ряду у шрифті, який відбиває загальнонаціональні, історичні, декоративно-мистецькі особливості української культури, працювали такі видатні митці, як Г. Нарбут, В. Кричевський, П. Ковжун, С. Гординський, В. Хоменко, В. Юрчишин та інші.
Але зміни на рівні графем запропонував саме В. Чебаник.
В. Чебаник вважає, що для створення нової української абетки необхідно повернути кириличний шрифт з його давніми і сучасними ознаками та, водночас, надати йому форму сучасної європейської пластики. Відроджена кирилична українська абетка, якою писали наші пращури («Ізборник Святослава», «Слово о полку Ігоревім», «Повість минулих літ»), покликана показати, що українська мова жива і має бути видимою в книжках, у пресі, на вулицях. Кирилична абетка — невід'ємний державний символ незалежності України
На думку В. Чебаника, малюнок літер пов'язаний зі специфікою звучання української мови, з її інтонаціями та мелодійними відмінностями від болгарської, білоруської та російської мов. Пластична інтерпретація літер у виконанні В. Чебаника створює органічний зорово-звуковий ряд. Нове написання графем окремих літер, запропоноване художником, повертає нас до джерел давньоруської писемності й відновлює історичну спадкоємність розвитку графіки шрифтових форм, перерваною реформою Петра І у 1708, яка призвела до значної латинізації вітчизняного шрифту.

З 2001 року автором створені шрифтові гарнітури для української абетки, котрі базуються на історичних українських скорописах. Матеріал для відновлення української абетки автор знаходить у глаголичних, давньоукраїнських, грецьких почерках.
—Василь Чебаник, 2004

## Галерея

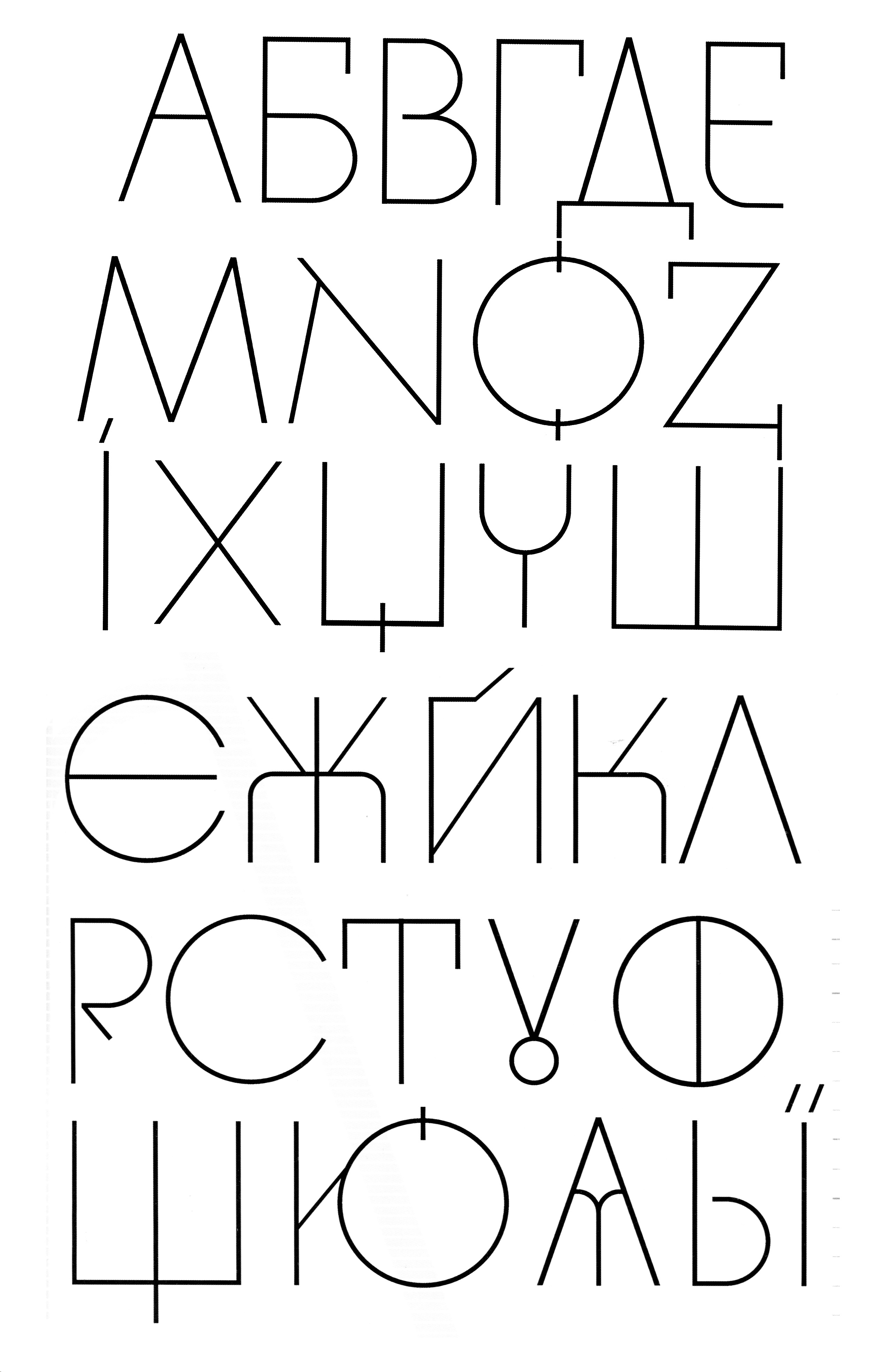
Шрифт Ustav Millennium©2000
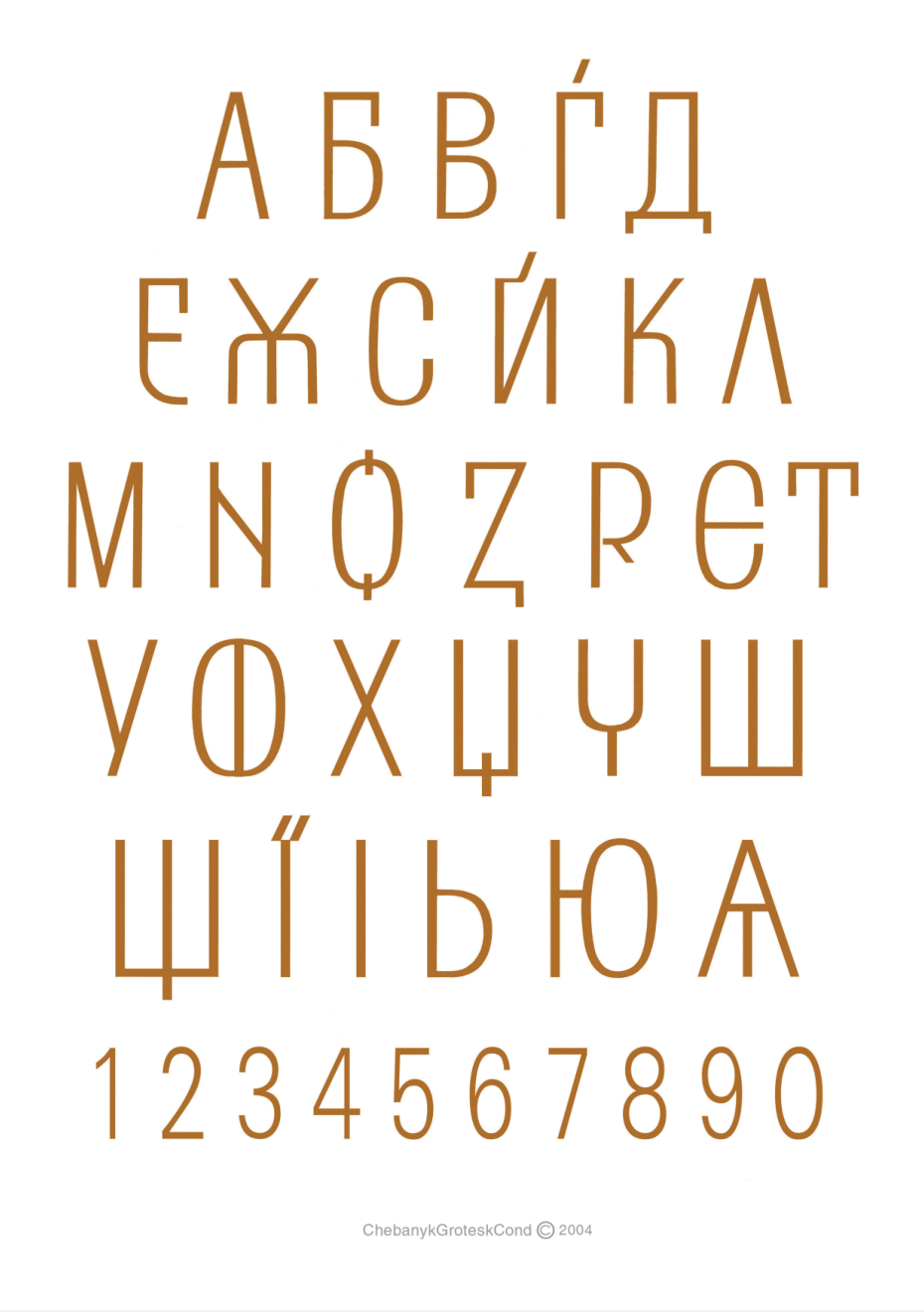
Шрифт ChebanykGroteskCond2004
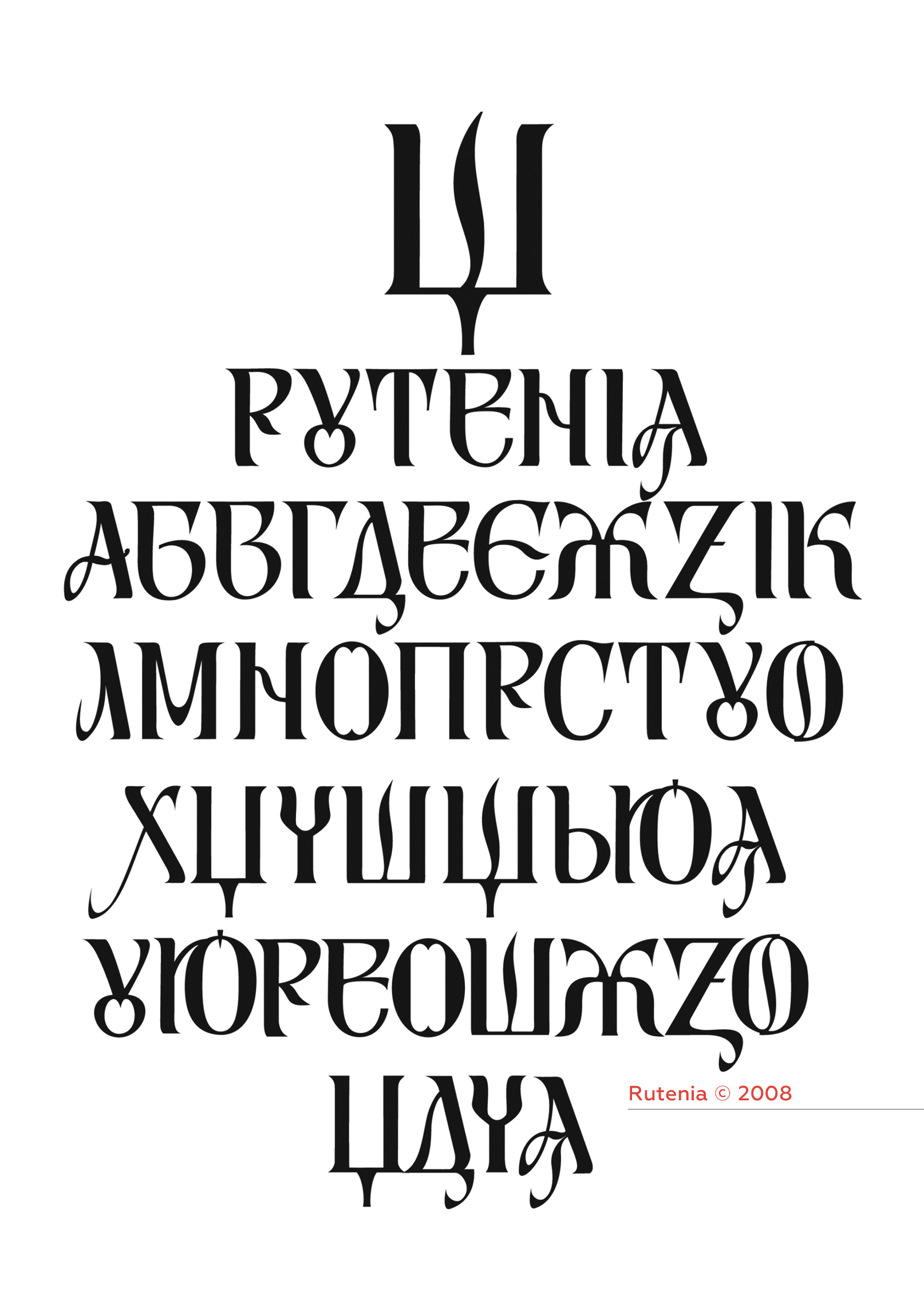
Шрифт Rutenia©2008

## Події

### Виставки робіт проєкту «Графіка української мови»
- 24 серпня 2004 р., до Дня Незалежності України в столичній галереї «Лавра» Василь Чебаник презентував нову версію української абетки[16]
- 21 лютого 2020[17], виставка «Графіка української мови» у Національний Києво-Печерський історико-культурний заповідник
- 24 вересня — 10 листопада 2021 р., виставка «Рутенія Абеткова Графіка Української Мови»[3], Музей книги та друкарства України

### Презентації
- 10 листопада 2021, у Музеї книги і друкарства України, відбулася урочиста презентація «20-річчя проєкту „Графіка української мови“. Рутенія.». Було презентовано нову книжку Василя Чебаника «Графіка української мови» (2021р) з 45 гарнітурами шрифтів, сайт abetkarutenia.com.ua для ліцензованого безкоштовного поширення шрифтів проєкту «Графіка української мови» (доступно 6 шрифтів)[5] . У своєму онлайн-включенні Василь Чебаник заявив, що на шрифти «Рутенія» оформлені авторські права і відтепер усі бажаючі можуть вільно користуватися цими унікальними шрифтами[18].